# 大原野西嶺上陵
大原野西嶺上陵（おおはらののにしのみねのえのみささぎ）は、京都府京都市西京区の小塩山山頂にある淳和天皇の陵。

## 概略
承和7年5月、淳和天皇は病気のために皇太子恒貞親王を顧みて「予聞く、人没して精魂天に帰す。而して空しく家墓を存す。鬼物焉に憑り終に乃ち祟をなし長く後累を貽す、今宜しく骨を砕きて粉となし、之を山中に散ずべし」と命じた。中納言藤原吉野は「山陵は猶宗廟のごとし、縦し宗廟無くんば臣子何処を仰がん」と諫めたが、これを容れず、8日、崩じた。遺詔にしたがって、その夜火葬し、骨を砕き、大原野西山嶺上で散骨の礼を行ない、国忌荷前陵戸などを置くことは遺詔によって取りやめた。「延喜諸陵式」はこのためにこの陵を載せない。幕末、修陵に際して、山上の故地について山陵を起こし、大原野西嶺上陵と称した。
火葬塚は京都府向日市にある。また山陵がある小塩山の東方のふもとに「灰方町（はいがたちょう）」という町名が存在するが、これは淳和天皇の散骨の際、遺灰が飛んで行った方向に由来している（要出典）。